# Rio Sargento
O rio Sargento é um rio brasileiro do estado de Santa Catarina. 
Está na divisa de São Miguel da Boa Vista com Romelândia e Flor do Sertão, e é utilizado para pesca e também para o lazer.